# Marie Parker Shaw
Marie Elisabeth Parker Shaw, född 31 januari 1969 i Lund, är en svensk regissör, skådespelare och teaterchef.

## Biografi
Marie Parker Shaw är född och uppvuxen i Lund och har verkat inom teater och TV i såväl Sverige som Storbritannien. Hon studerade skådespeleri och regi i London vid Mountview Theatre School 1990–93 och School of the Science of Acting 1998–2001. Hon spelade i den prisbelönta brittiska TV-serien Faith 1994, var producent för programmet Nöjespatrullen på Öresundskanalen och Lunds student-TV:s serie Korridoren 1995. Bland de många brittiska teaterproduktioner hon har skådespelat i kan nämnas The Importance of Being Ernest (1999), Barberaren i Sevilla på Royal Opera House (2000), Tolvskillingsoperan (2000), Tre systrar med gästspel på Konstnärliga teatern i Moskva (2001) och musikalen A Little Night Music (2001). 
Efterhand har hon alltmer gått över till att regissera. Sedan starten med Martin Keller av Klas Abrahamsson och Lars Arrhed på Ensembleteatern (1996) har hon bland annat iscensatt de båda BBC-filmade Bonnie & Clyde, Late Night Cabaret at The Shaw (2001) och Tjajkovskijs opera Eugene Onegin (2001),  samt High School Musical (2007). Hon har gjort ett flertal uppsättningar på Malmö stadsteater – däribland Sara Stridsbergs Medealand (2011) – , Uppsala stadsteater, Regionteatern Blekinge Kronoberg och Månteatern i Lund.
Åren 2002–2007 var hon konstnärlig ledare för Nordic Theatre Company i London, parallellt med att vara rektor och regissör vid Stagecoach Harrow Performing Arts Drama School i London 2003–2007. Hon har varit ansvarig för den pedagogiska verksamheten vid Malmö stadsteater, resulterande bland annat i den unika produktionen Vilja väl (2014) i manussamarbete med Malmös ungdomar och Framtidsgenerationen. Sedan hösten 2014 är hon konstnärlig ledare för Månteatern i Lund.

## Teater

### Regi (ej komplett)
| År        | Produktion                                   | Upphovsmän                                             | Teater                                                     |
| --------- | -------------------------------------------- | ------------------------------------------------------ | ---------------------------------------------------------- |
| 2023      | Flurry Tale (Vinteryra)                      | Billy Aronson, Rusty McGee                             | Malmö Opera                                                |
| 2023      | Himlavalvet                                  | Lucy Kirkwood                                          | Västmanlands Teater & Örebro Teater                        |
| 2023      | Katakombe                                    | Emma Broström, Kristina Issa                           | Bastionen, Vara Konserthus, Kilen - Stockholms Stadsteater |
| 2022/2023 | Nallekonserterna                             | Dirigenter: Henrik Vagn Christensen, Alexander Hanson, | Malmö Live Konserthus                                      |
| 2022      | Julstämning: Papa Panov                      | Leo Tolstoj, dramatisering Marie Parker Shaw           | Malmö Live Konserthus                                      |
| 2020      | Svart Snö                                    | Michail Bulgakov                                       | Malmö Teaterhögskola                                       |
| 2020      | Innan jag öppnar mina ögon                   | Emma Broström                                          | Unga Spira, Jönköping                                      |
| 2020      | Odjuret                                      | Annika Nyman                                           | Månteatern, Lund                                           |
| 2019      | Människor och Människor                      | Emma Broström                                          | Västmanlands Teater                                        |
| 2018      | Vi vet var du bor                            | Kristian Hallberg, Magnus Börjeson                     | Månteatern, Lund                                           |
| 2014-2017 | Verklighetstrilogin: BLESS, B-BOY och BEFORE | Emma Broström                                          | Månteatern, Lund                                           |
| 2014      | Vilja Väl                                    | Kristian Hallberg, Magnus Börjeson                     | Malmö Stadsteater                                          |
| 2013      | Vilse                                        | Devising projekt med ensemblen                         | Malmö Stadsteater                                          |
| 2012      | I huvudet på Susan G                         | Alan Ayckbourn                                         | Uppsala Stadsteater                                        |
| 2011      | Medealand                                    | Sara Stridsberg                                        | Malmö Stadsteater                                          |
| 2011      | De Dödas Skrik                               | Edgar Allen Poe                                        | Malmö Stadsteater                                          |
| 2010      | Dansa Dina Dinosaurier                       | Ann-Sofi Bàràny                                        | Månteatern, Lund                                           |
| 2009      | En fröjdefull jul Season's Greetings         | Alan Ayckbourn                                         | Regionteatern Blekinge Kronoberg                           |
| 2008      | China                                        | Erik Uddenberg                                         | Malmö Stadsteater                                          |
| 2003      | Strindberg Triple Bill                       | August Strindberg                                      | Edinburgh Festival                                         |
| 2001      | Amy´s View                                   | David Hare                                             | Sam Kogan Academy, London                                  |
| 1996-1997 | Skådespelarnas Klassiker                     | Klas Abrahamsson, Lars Arrhed                          | Ensembleteatern, Malmö                                     |